# بحيرة كولدستون
بحيرة كولدستون هي بحيرة جافة في صحراء موهافي في مقاطعة سان بيرناردينو، كاليفورنيا، 56 كم (35 ميل) شمال شرق بارستو. البحيرة حوالي 5 كم (3.1 ميل) وعلى بعد 3 كم (1.9 ميل) في أوسع نقطة.
غولدستون بحيرة على الأراضي الاتحادية داخل حدود محمية فورت ايروين العسكرية، جنوب غرب جبال الجرانيت.

## وصلات خارجية
- Satellite Photo (Google Maps)
- ‌U.S. Geological Survey Geographic Names Information System: بحيرة كولدستون